# Sonotex
Sonotex S.A.  fue una productora de televisión de Argentina fundada en julio de 1989 por Raúl Lecouna, Carlos Ávila y Albino Valentini.

## Estudios de TV
Estudios Sonotex fue el nombre que se le dio en los años '90 a la sede de la productora e históricas galerías de filmación que habían pertenecido a la empresa cinematográfica Argentina Sono Film, ubicados en la calle Fleming 1101 de la ciudad de Martínez, al norte del Gran Buenos Aires. A partir de los años  1970, los mismos fueron utilizados para la producción televisiva, al ser adquiridos por la empresa peruana Panamericana Televisión de la familia Delgado Parker, estrechamente vinculada con Goar Mestre. Este a su vez en 1980, en sociedad con la familia Macri, estableció allí la productora Televisión Independiente S.A. (Teleinde).
Durante los años 1980 y 1990, fueron realizadas en estos estudios diversas telenovelas como Amo y señor, El infiel, María de nadie, Grecia, Amándote, Manuela, Antonella, Perla negra, Déjate querer, Celeste, Nano, Celeste siempre Celeste, Primer Amor, Zíngara, Amor sagrado, Milady, la historia continúa, entre otras. 
A principio de la década de 1990 los estudios Sonotex también fueron alquilados a los canales de televisión para realizar en ellos diversos programas, como El show de Xuxa, emitido por Canal 13 en 1993. Pero a partir de 1994, todas las producciones realizadas en estos estudios solo fueron emitidas por la cadena Telefe, ya que Sonotex solo produjo para este canal. En 1995 se realizó en estos estudios el programa de entretenimientos Jugate con todo, gran superproducción al estilo de El gran juego de la oca español, También se grabó aquí Chiquititas, comedia infantil con la participación de Romina Yan, Grecia Colmenares y Gabriel Corrado.
A fines de los años '90 la productora  Sonotex y sus estudios fue definitivamente vendida a Telefe, pasando a llamarse Estudios Teleinde. Desde ese momento los programas de ficción de Telefe fueron grabados en estas dependencias. También se han realizado aquí las primeras ediciones de la versión argentina del reality show Gran Hermano.
A partir del año 2013  los estudios Teleinde pasaron a ser la sede cental de la cadena Telefe, ya que por motivos de seguridad y espacio la empresa Television Federal reorganizó y mudó todas sus actividades y personal a la localidad de Martínez, vendiendo el histórico inmueble de la calle Pavón 2444 donde funcionó el antiguo canal 11 de Buenos Aires.